# مشارکت در هوش مصنوعی
مشارکت در AI (با نام کامل همکاری در هوش مصنوعی به نفع مردم و جامعه) کنسرسیوم صنعت تکنولوژی متمرکز بر ایجاد بهترین شیوه برای سیستمهای هوش مصنوعی و آموزش به عموم در مورد هوش مصنوعی می‌باشد. کنسرسیوم ۲۸ سپتامبر سال ۲۰۱۶ علنی شده و اعضای مؤسس آن آمازون و Facebook و گوگلبا مایکروسافتو آی بی ام هستند.